# Xot de Simeulue
El xot de Simeulue (Otus umbra) és una espècie d'ocell de la família dels estrígids (Strigidae). Habita els boscos de l'illa de Simeulue, propera a la cosa oest de Sumatra. El seu estat de conservació es considera gairebé amenaçat.